# 亀井茲親
亀井 茲親（かめい これちか）は、江戸時代前期から中期にかけての外様大名。通称は松之助。石見国津和野藩3代藩主。官位は従五位下・能登守、のち隠岐守。津和野藩亀井家4代。

## 生涯
寛文9年（1669年）4月、2代藩主・亀井茲政の五男として津和野にて誕生した。
はじめ同藩の永代家老家の多胡家に養子に入っていたが、長兄で世嗣だった政直が早世し、次兄の茲次も病にかかり津和野で療養することになったため、代わって茲政の世嗣となり、2月19日に4代将軍・徳川家綱に初めて御目見した。天和元年（1681年）2月27日に13歳で4万3,000石の家督を相続する。貞享元年（1684年）12月25日に従五位下・能登守に叙任、元禄元年（1688年）6月10日に初めて津和野に入った。元禄4年（1691年）に奥詰となり、10月4日に隠岐守と改める。さらに元禄5年（1692年）6月5日には外様大名としては異例の雁の間詰めが許された。
茲親は儒学を新井白石に、絵画を狩野洞春に学び、家臣たちにも伊藤東涯・室鳩巣・山鹿素行などに師事させて文教政策に尽力し、徳川綱吉の文治政治に恭順する姿勢を示した。幕府の勤めもよくし、元禄9年（1696年）2月14日には生類憐れみの令に関する施設である中野の犬小屋普請手伝いで時服10領を賜っており、さらに元禄10年（1697年）の牛込出火の際にも防火の労を賞せられている。
また3度にわたって勅使饗応役を務めあげた。
宝永5年（1708年）8月には京都へ上って禁裏造営を手伝い、3万5,840両という巨額の金を費やし、この功で宝永6年（1709年）10月、中御門天皇から直々に直綱の刀と新勅撰集を賜り、12月には幕府からも時服10領を賜った。さらに同年には領内の高津蟠竜湖の疏水を完成させた。また寺社政策にも熱心であり、宝永7年（1710年）には領内に戸田柿本神社を造営し、享保8年（1723年）には高津柿本社の千年祭を開いて、同社は朝廷より正一位を受けている。享保2年（1717年）1月の中橋からの出火、また続く6月の小博馬町出火の時には大名火消として活躍し、幕府からも賞された。
享保16年（1731年）5月29日に津和野にて死去した。享年63。跡を六男の茲満が継いだ。島根県鹿足郡津和野町の亀井家墓所に葬られた。法名は竺仙院殿法山祖應大居士。

## 評価
元禄3年（1690年）頃の諸大名の評判が記されている『土芥寇讎記』では、「行跡悪シカラズ」とする一方、「才知トハ云ヒ難シ」と記されている。

## 創作・脚色
芝居の忠臣蔵などでは、元禄11年（1698年）に柳原資廉、正親町実豊両勅使の饗応役を命じられた際に、高家吉良義央から陰湿ないじめを受けたといわれ、いよいよ堪忍できなくなった茲親が殿中刃傷に及びそうになったところを、家老の多胡真蔭が練った小麦粉を薄く焼いた生地で小判500両を巻いた「菓子」と称して吉良に賄賂を送って茲親をいじめないようにと手回しし、事なきを得たといわれる。
津和野藩の亀井家文書には当該の記録はない。さらに、薄い生地で餡をまく「あんまき」は三河の名物であり、本場の菓子を食べなれた旗本に地方大名が贈るのは逆効果である。加えて、500両はとても菓子折りに入れて運べる嵩と重量ではない。また、真蔭は吉良が3歳の時には既に家老になっており、貞享3年（1686年）以降は老齢でもう家老ではない。決定的な誤りが「源氏巻」の誕生は元禄の亀井茲親の時ではなく、はるか後代の江戸末期、亀井茲監の治世においてである。
現当主・亀井茲基（昭和天皇の侍従だった亀井茲常の嫡男）は吉良義央の子孫で、亀井温故館に関係史料が保存されている。

## 逸話
吉良とのエピソードは後世の創作とされるものの、茲親直筆の掛軸として、“愛”と大書され、その下に「人皆苦炎熱吾愛夏日長」（人皆炎熱に苦しめどわれ夏の日の長きを愛す）と漢文にて記されたものが現存している。題を除いた字句は唐の文宗皇帝の詩であり、当時は暴君の態度への批判評の対象として知られ、また同時に禅師が大悟に至った禅語としても知られる漢詩である。

## 系譜
- 父：亀井茲政（1617年 - 1681年）
- 母：水崎豊庵の娘
- 正室：六 - 覚知院、宗義真の娘
  - 長男：亀井茲長（1688年 - 1726年）
  - 六男：亀井茲満（1713年 - 1736年）
- 生母不明の子女
  - 次男：菅沼定好
  - 男子：伊織
  - 男子：万吉
  - 男子：茄之助
- 養子
  - 女子：松平康豊正室 - 亀井矩致の娘
  - 女子：鳥居忠意正室 - 亀井茲長の娘

## 亀井茲親が登場する作品

### テレビドラマ
- 峠の群像（1982年、NHK大河ドラマ）演：田辺宏章
- 水戸黄門第21部 第9話「目ざす敵は瓜ふたつ -津和野-」（1992年5月18日、TBS系ナショナル劇場）演：伊吹吾朗
- 水戸黄門第23部 第21話「津和野銘菓は恋の味 -津和野-」、（1994年12月26日、TBS系ナショナル劇場）演：伊庭剛
- 水戸黄門外伝 かげろう忍法帖 第3話「闇に蝶が舞う -津和野-」（1995年6月5日、TBS系ナショナル劇場）演：冨家規政